# Phaegoptera pseudocatenata
Phaegoptera pseudocatenata là một loài bướm đêm thuộc phân họ Arctiinae, họ Erebidae.